# Бадьонов Баїр Дорджійович
Бадьонов Баїр Дорджійович (рос. Баир Дорджиевич Бадёнов, 28 червня 1976) — російський лучник, олімпійський медаліст.

## Виступи на Олімпіадах
| Олімпіада    | Дисципліна | Місце |
| ------------ | ---------- | ----- |
| Атланта 1996 | особисті   | 53    |
| Атланта 1996 | командні   | 11    |
| Сідней 2000  | особисті   | 52    |
| Сідней 2000  | командні   | 4     |
| Пекін 2008   | особисті   | 3     |
| Пекін 2008   | командні   | 8     |